# Церковь Святого Себастьяна (Ландсхут)
Церковь Святого Себастьяна (нем. Kirche St. Sebastian) — римско-католическая церковь, расположенная в центре баварского города Ландсхут. Современное здание представляет собой позднеготический храм, построенный в 1489—1490 годах, который был расширен и перестроен в стиле барокко в 1661—1662. С 1962 года является филиальной церковью прихода Святого Йодока.